# Agrophogonus mwanihana
Agrophogonus mwanihana är en mångfotingart som beskrevs av Hoffman 2005. Agrophogonus mwanihana ingår i släktet Agrophogonus och familjen Gomphodesmidae. Inga underarter finns listade i Catalogue of Life.